# Carro movido a água
Um Carro movido a água ou um Carro motorizado a água é um automóvel que hipoteticamente utiliza como único combustível a água. Carros movidos a água têm sido há anos objeto de inúmeras patentes internacionais, artigos de jornais e revistas científicas populares, cobertura de notícias de televisão local e lendas urbanas da internet, a ponto de David Mamet, um dramaturgo célebre, ter se inspirado e produzir uma peça teatral, "The Water Engine" (1977), com essa temática
A primeira reivindicação sobre um carro motorizado a água data de 1932, quando o engenheiro Charles H. Garrett supostamente demonstrou um carro movido a água "por vários minutos", conforme relatado em 8 de setembro de 1935, no Dallas Morning News. Desde então, as reivindicações para esses dispositivos têm sido caracterizadas como pseudociência ou incorretas, e algumas estavam ligadas a golpes de investidores, sendo, por isso, consideradas fraudes. Um carro movido a água pode produzir combustível a partir de água a bordo sem outra entrada de energia, ou pode ser um híbrido que afirma derivar parte de sua energia da água, além de uma fonte convencional (como a gasolina).
A água é hidrogênio totalmente oxidado. O hidrogênio em si é uma substância inflamável de alta energia, mas sua energia útil é liberada quando a água é formada. Por não ser combustível, a água não vai queimar sozinha. O processo de eletrólise pode dividir a água em hidrogênio e oxigênio, mas é preciso tanta energia para desmontar uma molécula de água quanto a que foi liberada quando o hidrogênio foi oxidado para formar água. Na verdade, alguma energia seria perdida na conversão de água em hidrogênio e, em seguida, na queima do hidrogênio porque algum calor residual seria sempre produzido nas conversões. A liberação de energia química da água, em excesso ou em igual proporção à energia necessária para facilitar tal produção, violaria, portanto, a primeira e/ou segunda leis da termodinâmica.
O documentário "Gashole", de 2010), conta a história dos preços do petróleo e o futuro dos combustíveis alternativos, mencionando várias histórias sobre motores que usam água para aumentar a eficiência da quilometragem.

## O que os carros movidos a água não são
Um carro movido a água é um carro que usa como combustível somente a água. Portanto, eles não são:
- Um veículo equipado com um motor de injeção a água, que é um método para resfriar as câmaras de combustão dos motores adicionando água à mistura combustível-ar de entrada, permitindo maiores relações de compressão e redução da batida do motor (detonação).
- Um carro movido a hidrogênio, embora muitas vezes incorpore alguns dos mesmos elementos. Para abastecer um carro a hidrogênio da água, a eletricidade é usada para gerar hidrogênio por eletrólise. O hidrogênio resultante é um portador de energia que pode alimentar um carro reagindo com oxigênio do ar para criar água, seja através da queima em um motor de combustão ou catalisado para produzir eletricidade em uma célula de combustível.
- Um veículo que consome um combustível aprimorado a partir do hidrogênio, onde uma mistura de hidrogênio e combustível convencional de hidrocarbonetos é queimada em um motor de combustão interna, geralmente na tentativa de melhorar a economia de combustível ou reduzir as emissões.

## Extraindo energia da água
De acordo com as leis atualmente aceitas da física, não há como extrair energia química apenas da água. A água em si é altamente estável — foi um dos elementos clássicos e contém ligações químicas muito fortes. Sua entalpia de formação é negativa (-68,3 kcal/mol ou -285,8 kJ/mol), o que significa que a energia é necessária para quebrar essas ligações estáveis, para separar a água em seus elementos, e não há outros compostos de hidrogênio e oxigênio com mais inenthalpies negativos de formação, o que significa que nenhuma energia pode ser liberada desta maneira também.
A maioria dos carros movidos a água propostos depende de alguma forma de eletrólise para separar a água em hidrogênio e oxigênio e, em seguida, recombiná-los para liberar energia; no entanto, como a energia necessária para separar os elementos será sempre tão grande quanto a energia útil liberada, isso não pode ser usado para produzir energia líquida.

### Eletrólise
Muitos carros alimentados com água obtêm hidrogênio ou uma mistura de hidrogênio e oxigênio (às vezes chamado de oximodrogênio,HHO ou gás marrom) por água de eletrólise, um processo que deve ser alimentado por eletricidade. Hidrogênio ou oximodrogênio é então queimado, fornecendo energia para o carro e também supostamente fornecendo energia suficiente para eletrólise mais água.
O processo geral pode ser representado pelas seguintes equações químicas:
2H2O → 2H2 + O2 (etapa de eletrólise)
2H2 + O2 → 2H2O (etapa de combustão)
Como o estágio de combustão é o exato inverso do estágio de eletrólise, a energia liberada na combustão é exatamente a mesma da energia consumida na fase de eletrólise.
Em outras palavras, esses sistemas começam e terminam no mesmo estado termodinâmico e, portanto, seriam máquinas de movimento perpétuo, o que violaria a primeira lei da termodinâmica.
Por outro lado, se o hidrogênio é queimado em condições reais, a eficácia é limitada pela segunda lei da termodinâmica e é provável que seja de cerca de 20%. Portanto, é necessária mais energia para executar as células de eletrólise do que pode ser extraído da combustão da mistura de hidrogênio e oxigênio resultante.

## Alegações de carros movidos somente a água em funcionamento

### Carburador eletrolítico de Garrett
O inventor estadunidense Charles H. Garrett supostamente demonstrou um carro movido a água "por vários minutos", que foi relatado em 8 de setembro de 1935, no Dallas Morning News.. O carro gerou hidrogênio por eletrólise, como pode ser visto examinando a patente S2006676, emitida no mesmo ano Esta patente inclui desenhos que mostram um carburador semelhante a um carburador tipo flutuador comum, mas com placas de eletrólise na porção inferior, e onde o flutuador é usado para manter o nível da água. A patente de Garrett não identifica uma nova fonte de energia.

### Célula de combustível de água de Stanley Meyer

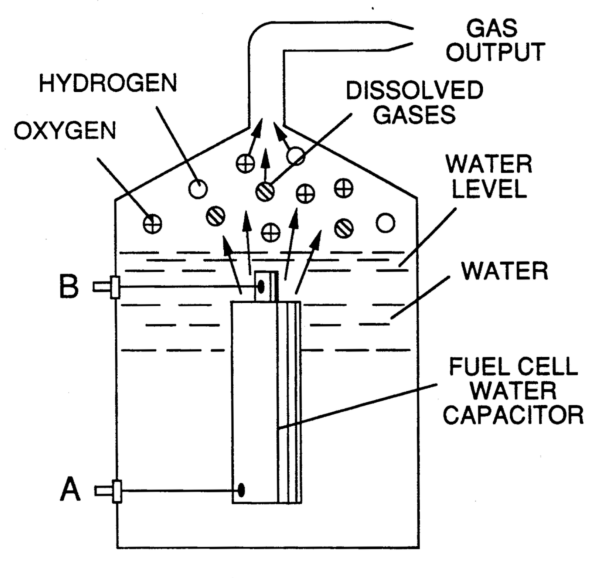
Célula de combustível de água de Stanley Meyer

Em 1980, Stanley Meyer alegou ter construído um buggy de dunas que funcionava apenas com água, mas deu vagas explicações quanto ao seu modo de operação. Às vezes, ele disse que substituiu as velas de ignição por dispositivos de "divisão de água", e outras vezes ele se referiu à Célula de combustível de água de Stanley Meyer. Ele alegou que a "pila" havia dividido a água pulverizada em hidrogênio e oxigênio por ressonância elétrica, elementos que seriam queimados de volta em um clássico motor de combustão interna, produzindo energia líquida. O protótipo de Mayer nunca foi examinado por especialistas independentes e foi considerado fraudulento por um tribunal de Ohio em 1996. Ele morreu de um aneurisma cerebral em 1998, mas os teóricos da conspiração acreditam que ele tenha sido envenenado, a mando das companhias petrolíferas ou ao governo dos EUA.

### Dennis Klein
Em 2002, a empresa Hydrogen Technology Applications patenteou um projeto de eletrólise e registrou o termo "Aquygen" para se referir à mistura de gás oxigênio de hidrogênio produzida pelo dispositivo. Originalmente desenvolvida como uma alternativa à soldagem de oxiacetileno,a empresa alegou ser capaz de executar um veículo exclusivamente na água, através da produção de "Aquygen", e invocou um estado de matéria não comprovado chamado "magnegases" e uma teoria desacreditada sobre magnecules para explicar seus resultados. O fundador da empresa, Dennis Klein, afirmou estar em negociações com um grande fabricante de automóveis dos EUA e que o governo dos EUA queria produzir Hummers que usassem sua tecnologia.
Atualmente, a empresa não afirma mais que pode executar um carro exclusivamente na água, e em vez disso está comercializando a produção "Aquygen" como uma técnica para aumentar a eficiência do combustível, tornando-o assim o aprimoramento do combustível de hidrogênio em vez de um carro movido a água.

### Genesis World Energy (GWE)
Também em 2002, a Genesis World Energy anunciou um dispositivo pronto para o mercado que extrairia energia da água separando o hidrogênio e o oxigênio e, em seguida, recombinando-os. Em 2003, a empresa anunciou que essa tecnologia havia sido adaptada para os automóveis de potência. A empresa coletou mais de US$ 2,5 milhões de investidores, mas nenhum de seus dispositivos foi trazido ao mercado. Em 2006, Patrick Kelly, o dono da Genesis World Energy, foi condenado em Nova Jersey a cinco anos de prisão por roubo e condenado a pagar US$ 400 mil em restituição.

### Genepax Water Energy System
Em junho de 2008, a empresa japonesa Genepax revelou um carro que alegava mover-se apenas com água e ar.., e muitos meios de comunicação chamaram o veículo de "carro de combustível de água" A empresa disse que "não podia [revelar] a parte central desta invenção" ainda", mas revelou que o sistema usou um gerador de energia a bordo, que chamou de "conjunto de eletrodos de membrana", para extrair o hidrogênio usando um "mecanismo semelhante ao método no qual o hidrogênio é produzido por uma reação de hidreto metálico e água" O hidrogênio foi então usado para gerar energia para executar o carro. Isso levou à especulação de que o hidreto metálico é consumido no processo e é a fonte final da energia do carro, tornando-o um veículo "hidrogênio sob demanda" alimentado por hidreto, em vez de água abastecida como alegado. No site da empresa a fonte de energia é explicada apenas com as palavras " Reação química ". A revista de ciência e tecnologia Popular Mechanics descreveu as alegações de Genepax como "lixo". O veículo genepax demonstrado à imprensa em 2008 era um carro elétrico REVAi, que foi fabricado na Índia e vendido no Reino Unido como o G-Wiz.
No início de 2009, a Genepax anunciou que estava fechando seu site, citando grandes custos de desenvolvimento.

### Thushara Priyamal Edirisinghe
Também em 2008, fontes de notícias do Sri Lanka relataram que Thushara Priyamal Edirisinghe alegou dirigir um carro movido a água a cerca de 300 km em 3 litros (5,3 litros imperiais) de água. Como outros supostos carros movidos a água descritos acima, a energia para o carro foi supostamente produzida dividindo água em hidrogênio e oxigênio usando eletrólise, e depois queimando os gases no motor. Assim,hara mostrou a tecnologia ao primeiro-ministro Ratnasiri Wickramanayaka, que "estendeu o total apoio do Governo aos seus esforços para introduzir o carro movido a água ao mercado do Sri Lanka". Assim,Hara foi preso alguns meses depois por suspeita de fraude de investimentos

### Daniel Dingel
Daniel Dingel, um inventor filipino, afirma desde 1969 ter desenvolvido tecnologia que permite que a água seja usada como combustível. Em 2000, a Dingel firmou uma parceria comercial com o Formosa Plastics Group para desenvolver ainda mais a tecnologia. Em 2008, a Formosa Plastics processou com sucesso Dingel por fraude e Dingel, que tinha 82 anos, foi condenado a 20 anos de prisão.

### Dr. Ghulam Sarwar
Em dezembro de 2011, o médico paquistanês Ghulam Sarwar alegou ter inventado um carro que funcionava apenas na água. Na época, o carro inventado foi alegado usar 60% de água e 40% diesel ou combustível, mas que o inventor estava trabalhando para fazê-lo funcionar apenas com água, provavelmente no final de junho de 2012. Alegou-se ainda que o carro "emite apenas oxigênio em vez do carbono usual".

### Agha Waqar Ahmad
O paquistanês Agha Waqar Ahmad alegou em julho de 2012 ter inventado um carro movido a água instalando um "kit de água" para todos os tipos de automóveis, que consiste em um frasco cilíndrico que contém a água, um bolhadore um tubo que leva ao motor. Ele alegou que o kit usou eletrólise para converter água em "HHO", que é então usado como combustível. O kit exigia o uso de água destilada para funcionar. Ahmed alegou que foi capaz de gerar mais oximodrogênio do que qualquer outro inventor por causa de "cálculos não revelados". Ele solicitou uma patente no Paquistão. Alguns cientistas paquistaneses disseram que a invenção de Agha foi uma fraude que viola as leis da termodinâmica.

### Hidrogênio como suplemento
Além das reivindicações de carros que funcionam exclusivamente na água, também houve alegações de que a queima de hidrogênio ou oximodrogênio juntamente com gasolina ou diesel aumenta a quilometragem e eficiência; essas reivindicações são debatidas. Uma série de sites promovem o uso de oximodrogênio, também chamado de "HHO", vendendo planos para eletrólises ou kits com a promessa de grandes melhorias na eficiência do combustível. De acordo com um porta-voz da Associação Americana de Automóveis, "Todos esses dispositivos parecem que provavelmente poderiam funcionar para você, mas deixe-me dizer que não".

## Lendas Urbanas e Teorias da Conspiração
O assunto "carro movido a água" é controverso entre os não especialistas, pois a imaginação associada é muito forte: as apostas financeiras que representariam um motor de água pura é mais do que considerável. Na verdade, os defensores da teoria da conspiração de energia livre acreditam que tal motor poderia existir, mas que sua existência é sufocada pelo lobby do petróleo.
A comunidade científica demonstra que tal dispositivo é pseudociência, pois nenhum estudo experimental pode dar um resultado positivo. Na verdade, a água não contém energia utilizável: é em si o produto ou desperdício de uma reação que produziu energia através da recombinação de hidrogênio e oxigênio. Essas reações são, em particular, combustão, que produz calor, e recombinação em uma célula de combustível de hidrogênio, que produz corrente elétrica. De acordo com o princípio da conservação da energia, para dissociar ("quebrar") a molécula de água, ela deve ser fornecida com energia; no entanto, a energia posteriormente fornecida para reparar essa molécula é menor do que a gasta, devido, em parte, às perdas associadas ao processo. Motores de água que afirmam quebrar a molécula de água para extrair energia são, portanto, impossíveis.

## Golpes
Um "inventor" pede fundos para construir um protótipo ou para iniciar uma produção em massa. Esta "invenção" é frequentemente acompanhada de declarações e patentes do oficial de justiça que, mesmo que legalmente válidas, não presumem qualquer engano. De fato, o arquivamento de uma patente em alguns países não exige que o projeto seja viável e cientificamente válido (é trabalho de um advogado e não de um relator de tese), e um oficial de justiça pode sempre ser enganado por uma instrumentação deliberadamente não regulamentada.
As demonstrações do motor são baseadas no uso de dois dispositivos: um dispositivo contendo água (inútil) e um dispositivo usando combustível, que deve iniciar a reação. É o dispositivo de combustível que fornece toda a energia. Geralmente, a demonstração é muito curta, o que torna possível medir o consumo real de combustível, ou notar um consumo aparentemente baixo.
Os golpistas usam os seguintes motores psicológicos para motivar suas vítimas:
- ganância com economias no oleoduto;
- princípio da escassez (pequena demonstração de comitê, ideia de exclusividade);
- Falta de conhecimento científico básico
- garantias administrativas pela presença de certificados, patentes, oficiais de justiça…;
- interesse na teoria da conspiração e sentimentos de exclusão da sociedade;
- números falsos sobre o consumo de combustível.

Por exemplo, em 9 de maio de 1976, Fernando Mariano, então editor de automóveis do GLOBO, testou o Piro-Jato, invenção do químico José Alencar Bueno Breack, de Campinas. O Piro-Jato prometia uma “economia mínima de 60% na gasolina”. O jornal fez o teste, e a diferença no consumo foi de 10%, mas, antes de instalar o Piro-Jato, o químico fez algumas mudanças no carro, como a troca de velas, platinado e o ajuste do carburador, o que ajudava a gastar menos.

## Na Cultura Popular
- "Like Water for Octane", um episódio de The Lone Gunmen,[51] é baseado em um carro "movido a água" que o personagem Melvin Frohike viu com seus próprios olhos em 1962. [52]
- The Water Engine, uma peça de David Mamet feita em um filme de televisão em 1994, conta a história de Charles Lang inventando um motor que funciona usando água para combustível. A trama centra-se nos muitos obstáculos que o inventor deve superar para patentear seu dispositivo. [53]
- O enredo do filme de ação Chain Reaction, de 1996, gira em torno de uma tecnologia para transformar água (através de um tipo de fusão de bolhas autossustentável & eletrólise) em combustível e supressão oficial dela.
- Um carro movido a água foi retratado em um episódio de 1997 da Team Knight Rider (um spinoff da série de TV original Knight Rider) intitulado "Oil and Water". No episódio, o veículo explode depois que um personagem sabota-o colocando comprimidos seltzer no tanque de combustível. O carro mostrado era na verdade um Bricklin SV-1.
- O enredo do romance de 2017 "Paradox Bound", de Peter Clines, gira em torno de um grupo de viajantes do tempo, a maioria dos quais dirigem carros modificados na década de 2020 para usar carburadores Garrett.